# Moucherolle olive
Mitrephanes olivaceus
Ne doit pas être confondu avec Moucherolle vert, Moucherolle à poitrine olive ou Moucherolle à côtés olive.
Espèce
Statut de conservation UICN

 LC  : Préoccupation mineure
Le Moucherolle olive (Mitrephanes olivaceus) est une espèce de passereau placée dans la famille des Tyrannidae.
Ce taxon est considéré comme conspécifique avec le Moucherolle huppé (Mitrephanes phaeocercus) par certains auteurs.

## Distribution
Cet oiseau vit à travers les Yungas, du Nord-Est du Pérou (région de Piura) au Nord-Ouest de la Bolivie.